# Cheiloporina circumcincta
Cheiloporina circumcincta is een mosdiertjessoort uit de familie van de Cheiloporinidae. De wetenschappelijke naam van de soort is, als Hippoporina circumcincta, voor het eerst geldig gepubliceerd in 1896 door Neviani.